# Les Granges-le-Roi
Les Granges-le-Roi é uma comuna francesa na região administrativa da Ilha de França, no departamento de Essonne. Estende-se por uma área de 12.68 km². Em 2010 a comuna tinha 1 210 habitantes (densidade: 95,4 hab./km²).